# Vinoviloth
I Vinoviloth sono una delle tribù germaniche citate da Giordane nel De origine actibusque Getarum del VI secolo. A volte è stato ipotizzato che si trattasse degli antichi abitanti di Kvenland o dei Winnili. A volte è stata citata, associata a loro, l'area di Vingulmark. Giordane scrisse:
I Vinoviloth vengono citati solamente nel De origine actibusque Getarum.